# ゴーイン・ダウン
「ゴーイン・ダウン」（Goin' Down）はイギリスの歌手、メラニー・チズム、ジュリアン・ギャラガー、リチャード・スタッナードによって作詞された曲。メラニーのデビューソロ・アルバム、『ノーザン・スター』に収録されている。1999年にUKでリリースされ、トップ5を記録。オーストラリアでは25位を、カナダでは44位を記録した。UKでは9万枚を売り上げ、1999年の売り上げ179位を記録した。この曲のプロモーションビデオにはいくつかの不適切な言葉が使われており、いくつかのテレビ局で放送禁止になった。

## トラック・リスト
- CD シングル

1. "Goin' Down" (ラジオ・バージョン) — 3:35
2. "Ga Ga" — 3:49
3. "Angel on My Shoulder" — 3:48

- CD バージョン2

1. "Goin' Down" (シングル・バージョン) — 3:35
2. "Ga Ga" — 3:49
3. "I Want You Back" — 3:18
4. "Goin' Down" ビデオ

## チャート
| チャート                  | 順位 |
| ------------------------- | ---- |
| UK                        | 4    |
| ユーロチャート・ホット100 | 18   |
| オーストラリア            | 25   |
| カナダ                    | 44   |